# ハルキウ物理技術研究所
ハルキウ物理技術研究所（ハルキウぶつりぎじゅつけんきゅうじょ、ウクライナ語: Національний науковий центр «Харківський фізико-технічний інститут»、略称: ННЦ ХФТІ、英語: NSC KIPT）は、ウクライナのハルキウにある物理学研究の国立科学センターである。ウクライナ国立科学アカデミー傘下に属し、ウクライナ最大かつ最古の研究機関の一つ。ソビエト時代にはハリコフ物理技術研究所として知られた。所在地はハルキウ市ピャチハトキ地区（アカデミチナ通り1番地）。日本語では伝統的に物理工学研究所と記される場合も多い。
1928年に設立され、核物理学、固体物理学、プラズマ物理学で先駆的な成果を挙げた。特に、優れた極低温実験施設を備え、低温物理において理論・実験の両面で成果を上げた。また、1932年にいち早く人工的核変換を追試したことで国際的に注目された。2022年のロシアのウクライナ侵攻では、ロシア軍の砲撃により施設が被害を受け、ウクライナ保安庁（SBU）がエコサイド（環境破壊罪）として捜査を開始した。

## 歴史
ハルキウ物理技術研究所は、1928年にウクライナ物理技術研究所 (УФТІ) として設立された。物理学者アブラム・ヨッフェが主導し、初代所長はイワン・オブレイモフが務めた。1932年、キリル・シネリニコフらによる核変換実験に成功。1930年代には、液体水素・ヘリウムの生成や3座標レーダーの開発など、画期的な成果を挙げた。レフ・ランダウやイーゴリ・クルチャトフも在籍。
ソビエト時代（1930～1991年）には、大粛清（1937～1938年）で研究者が弾圧されたが、核兵器や核エネルギーの研究で貢献。1948年、ハルキウ国立大学に物理技術学部が設立され、連携を強化した。
1993年、ウクライナ独立後に「国立科学センター」に改組。2010年、高濃縮ウランをロシアに搬出し、低濃縮ウランと交換。2022年3月、ロシア軍のBM-21グラート砲撃で被害を受けた。

## 研究分野
以下の分野で基礎研究と応用研究を行う：
- 核物理学・素粒子物理学（例：粒子加速器）
- プラズマ物理学・核融合（例：ステラレーター）
- 固体物理学・材料科学（例：耐放射線材料）
- 真空電子工学・加速技術（例：プラズマ加速器）

## 主要施設
- 旧ソビエト最大の電子線形加速器
- ステラレーター「ウラガン-2M」「ウラガン-3M」
- 核サブクリティカル装置「中性子源」

## 国際協力
CERN、ジェファーソン研究所、合同核研究所と連携し、大型ハドロン衝突型加速器（LHC）に貢献。1980年代にはリビアのタジュラ核研究センター設立を支援。

## 組織構造
- 固体物理学・材料科学研究部門
- プラズマ物理学部門
- 高エネルギー・核物理学部門
- プラズマ電子工学・加速技術部門
- アヒエゼル理論物理学研究所（所長：ミコラ・シュリガ）

## 出版物
査読付き学術誌『原子科学と技術の諸問題』（ВАНТ）を年6回発行。放射線物理学、核物理学、プラズマ物理学などを扱う。